# Denis Leary
Denis Colin Leary (Worcester, 1957. augusztus 18. –) ír származású amerikai színész, komikus, producer és író. 
Leary volt a főszereplője és társalkotója a Ments meg! című sorozatnak, amelyért két Primetime Emmy-jelölést kapott, egyet a forgatókönyvért, egyet pedig a színészi alakításért.
Ő és felesége, Ann Leary voltak a Modern szerelem című Amazon-sorozat "Rallying to Keep the Game Alive" epizódjának inspirálói. 2015 és 2016 között írója és főszereplője volt az FX-en futó Sex & Drugs & Rock & Roll című vígjátéksorozatnak.

## Fiatalkora
1957. augusztus 18-án született a massachusettsi Worcesterben, az írországi Kerry megyéből származó katolikus bevándorló szülők fiaként. Édesanyja, Nora (szül. Sullivan, 1929-) szobalány volt, édesapja, John Leary (1924-1985) pedig autószerelő. Az Egyesült Államok és Írország állampolgára is. Leary harmadik unokatestvére Conan O'Brien talk show műsorvezetőnek.
A worcesteri Saint Peter's High Schoolba (ma Saint Peter-Marian High School) járt, majd a bostoni Emerson College-ban végzett. Az Emersonon találkozott komikus társával, Mario Cantone-nal, akit Leary a legközelebbi barátjának tart. Diákkorában megalapította az Emerson Comedy Workshopot, egy társulatot, amely ma is működik az egyetemen.
Miután 1981-ben végzett az Emersonon, Leary öt évig tanított komédiaíró órákat az iskolában. 2005 májusában tiszteletbeli doktori címet kapott, és beszédet mondott alma materének egyetemi diplomaosztó ünnepségén; 2009-ben megjelent Why We Suck című könyvének borítóján pedig Dr. Denis Leary néven szerepel.

## Magánélete

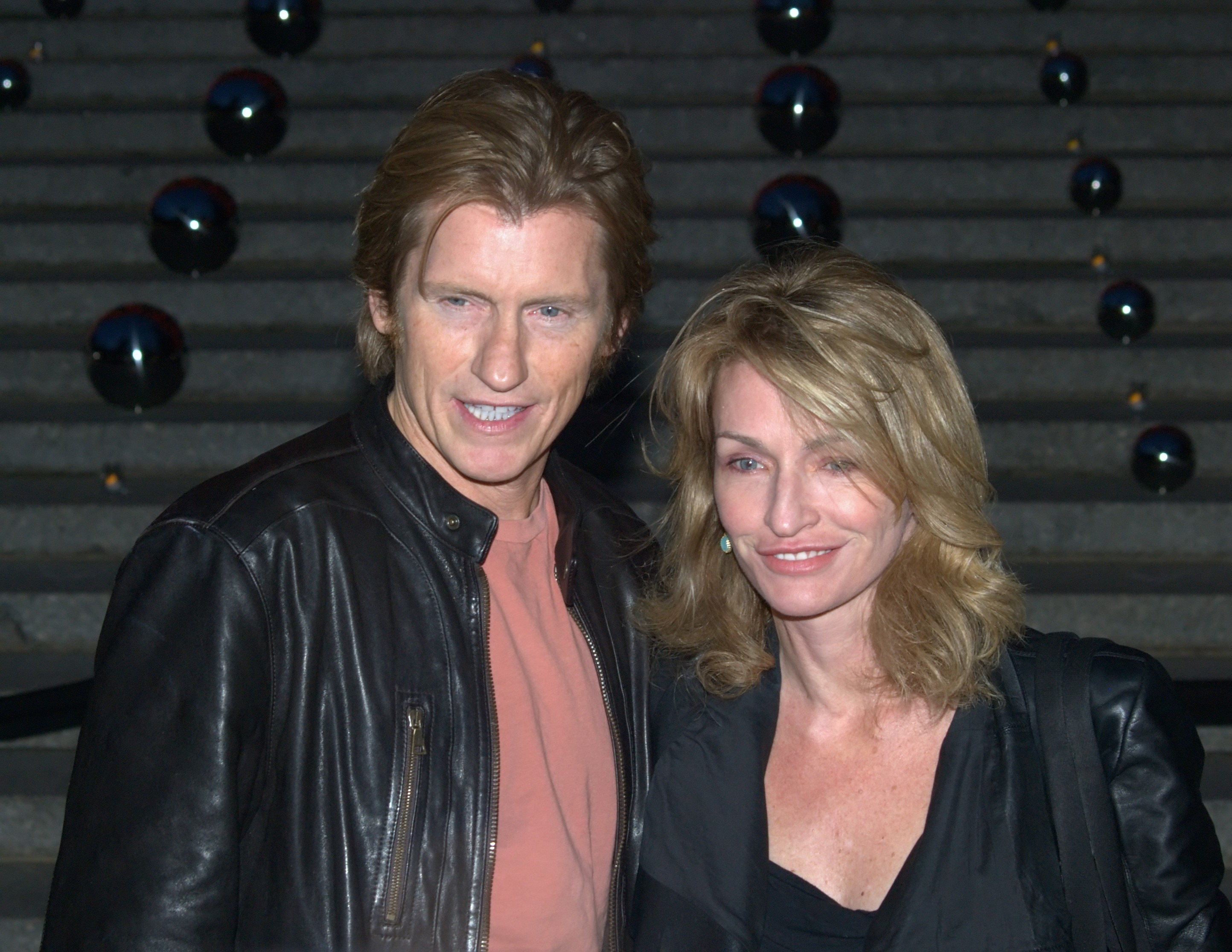
Leary és felesége, Ann Lembeck a 2010-es Tribeca Filmfesztiválon

1989 óta él házasságban Ann Lembeck Leary írónővel. Akkor ismerkedtek meg, amikor a férfi az Emerson College egyik angolórájának oktatója volt. Két gyermekük van, fiuk John Joseph "Jack" (1990-) és lányuk Devin (1992-). Ann Leary egy londoni látogatás alkalmával memoárt jelentetett meg An Innocent, a Broad címmel fiuk koraszülöttségéről. Írt egy regényt is, Outtakes From a Marriage címmel, amely 2008-ban jelent meg. Második regénye, a The Good House 2013-ban jelent meg. A The New York Times egyik rovatában a Denisszel kötött házasságáról írt esszéje inspirálta a Modern szerelem sorozat 4. epizódját: "Rallying to Keep the Game Alive".
Jégkorongrajongó, és a Connecticut állambeli Roxburyben található otthonában van egy hátsó udvari jégpálya, amelynek a jégfelülete alá csöveket építettek, hogy a jég fagyott maradjon. Rajong a Boston Bruins és a Boston Red Sox csapatáért, valamint a Green Bay Packersért.
"Jack Kennedy-demokratának" nevezi magát, konzervatív ideológiákkal, többek között a hadsereg támogatásával. A következőket mondta Glenn Becknek: „Egy életen át demokrata voltam, de most, a koromnál fogva rájöttem, hogy a demokraták bénák, a republikánusok szintén bénák, és alapvetően az egész rendszer béna. De a rendszeren belül kell haladni, hogy megtaláljuk, amit akarunk.”
A következőket mondta vallási nézeteiről: „A szó legnemesebb értelmében véve katolikus vagyok. Tudják, ír szülőkkel nőttem fel, ír bevándorló szülőkkel. A szüleim állandóan imádkoztak, misére vittek minket. Apám pedig néha káromkodott gael nyelven. Ennél vallásosabb nem is lehetne. De egy idő után rosszul tanítottak minket. Nem istenfélelemmel neveltem a gyerekeimet. Úgy neveltem a gyerekeimet, hogy Jézus számomra egy nagyszerű ember volt....”.

## Filmográfia

### Film
| Év   | Magyar cím                              | Eredeti cím                         | Szerep                         | Magyar hang          |
| ---- | --------------------------------------- | ----------------------------------- | ------------------------------ | -------------------- |
| 1987 |                                         | Long Walk to Forever (rövidfilm)    | Newt                           |                      |
| 1991 | Csak semmi érzelem                      | Strictly Business                   | Jake (cameo)                   |                      |
| 1993 | A grund                                 | The Sandlot                         | Bill                           | Sörös Sándor         |
| 1993 |                                         | Who's the Man?                      | Cooper őrmester                |                      |
| 1993 | A pusztító                              | Demolition Man                      | Edgar Friendly                 | Bognár Zsolt         |
| 1993 | Haláli fegyver                          | Loaded Weapon 1                     | Mike McCracken (cameo)         | Jakab Csaba          |
| 1993 | Az ítélet éjszakája                     | Judgment Night                      | Fallon                         | Galambos Péter       |
| 1993 | Fenegyerekek                            | Gunmen                              | Armor O'Malley                 | Incze József         |
| 1993 | Fenegyerekek                            | Gunmen                              | Armor O'Malley                 | Rékasi Károly        |
| 1993 | Fenegyerekek                            | Gunmen                              | Armor O'Malley                 | Stohl András         |
| 1994 | Egy híján túsz                          | The Ref                             | Gus                            | Rosta Sándor         |
| 1994 | Született gyilkosok (rendezői változat) | Natural Born Killers                | elítélt (cameo)                |                      |
| 1995 | A Dumbo hadművelet                      | Operation Dumbo Drop                | David Poole hadnagy            | Reisenbüchler Sándor |
| 1995 | A neonbiblia – Részigazságok            | The Neon Bible                      | Frank                          |                      |
| 1996 |                                         | Underworld                          | Johnny Crown / Johnny Alt      |                      |
| 1996 | Képtelen képrablás                      | Two If by Sea                       | Francis "Frank" O'Brien        | Stohl András         |
| 1997 | Közbejött a szerelem                    | Love Walked In                      | Jack Hanaway                   |                      |
| 1997 | Amikor a farok csóválja…                | Wag the Dog                         | Hóbort                         | Sótonyi Gábor        |
| 1997 | Tökéletlenek                            | Suicide Kings                       | Lono Veccio                    | Kőszegi Ákos         |
| 1997 | A szőke az igazi                        | The Real Blonde                     | Doug                           | Németh Gábor         |
| 1997 | A házasságszerzők                       | The Matchmaker                      | Nick                           | Kautzky Armand       |
| 1998 |                                         | Monument Ave.                       | Bobby O'Grady a.k.a. Snitch,   |                      |
| 1998 | Nyitott szemmel                         | Wide Awake                          | Mr. Beal                       | Rosta Sándor         |
| 1998 | Chipkatonák                             | Small Soldiers                      | Gil Mars                       |                      |
| 1998 | Egy bogár élete                         | A Bug's Life                        | Fickó a katica (hangja)        | Besenczi Árpád       |
| 1999 | Az igazság napja                        | True Crime                          | Bob Findley                    | Epres Attila         |
| 1999 | Az élet kalandja                        | Jesus' Son                          | Wayne                          |                      |
| 1999 | Szó nélkül                              | Do Not Disturb                      | Simon                          | Hevér Gábor          |
| 1999 | A Thomas Crown-ügy                      | The Thomas Crown Affair             | Michael McCann nyomozó         | Fazekas István       |
| 2000 |                                         | Sand                                | Teddy                          |                      |
| 2000 | Fejezetek egy hajónaplóból              | Lakeboat                            | tűzoltó                        |                      |
| 2000 | Botcsinálta ügynök                      | Company Man                         | Fry tiszt                      |                      |
| 2001 | Hátulról mellbe                         | Double Whammy                       | Raymond Pluto nyomozó          | László Zsolt         |
| 2001 |                                         | Final                               | Bill                           |                      |
| 2002 | Bocsánatos bűnös                        | Dawg / Bad Boy                      | Douglas "Dawg" Munford         | Rékasi Károly        |
| 2002 | Jégkorszak                              | Ice Age                             | Diego (hangja)                 | Berzsenyi Zoltán     |
| 2002 |                                         | The Secret Lives of Dentists        | Slater                         |                      |
| 2006 | Jégkorszak 2. – Az olvadás              | Ice Age: The Meltdown               | Diego (hangja)                 | Berzsenyi Zoltán     |
| 2009 | Jégkorszak 3. – A dínók hajnala         | Ice Age: Dawn of the Dinosaurs      | Diego (hangja)                 | Berzsenyi Zoltán     |
| 2012 | Jégkorszak 4. – Vándorló kontinens      | Ice Age: Continental Drift          | Diego (hangja)                 | Berzsenyi Zoltán     |
| 2012 | A csodálatos Pókember                   | The Amazing Spider-Man              | George Stacy                   | Mihályi Győző        |
| 2014 | A csodálatos Pókember 2.                | The Amazing Spider-Man 2            | George Stacy                   | Mihályi Győző        |
| 2014 | Újoncok napja                           | Draft Day                           | Penn edző                      | Sörös Sándor         |
| 2015 |                                         | Freaks of Nature                    | Rick Wilson                    |                      |
| 2016 | Jégkorszak – A nagy bumm                | Ice Age: Collision Course           | Diego (hangja)                 | Berzsenyi Zoltán     |
| 2023 | Pókember: A pókverzumon át              | Spider-Man: Across the Spider-Verse | George Stacy (archív felvétel) |                      |

### Televízió
| Év        | Magyar cím                         | Eredeti cím                             | Szerep             | Megjegyzések                                                                                        |
| --------- | ---------------------------------- | --------------------------------------- | ------------------ | --------------------------------------------------------------------------------------------------- |
| 1980      |                                    | Lenny Clarke's Late Show                | több szereplő      | |
| 1987–1990 |                                    | Remote Control                          | több szereplő      | |
| 1990      |                                    | Afterdrive                              | önmaga             | talk show                                                                                           |
| 1990      | Rascals Comedy Hour                |                                         | önmaga             | |
| 1994–1995 |                                    | Mike & Spike                            | Charles S. Baby    | 3 epizód                                                                                            |
| 1995      | Három tökjó bűnbeesés              | National Lampoon's Favorite Deadly Sins | Jake               | tévéfilm rendező ("Lust" szegmens)                                                                  |
| 1996      | A második polgárháború             | The Second Civil War                    | Vinnie Franko      | tévéfilm magyar hangja Haás Vander Péter                                                            |
| 1997      |                                    | Subway Stories                          | kerekesszékes srác | tévéfilm                                                                                            |
| 1998      |                                    | The Late Late Show                      | önmaga             | 1 epizód                                                                                            |
| 1998      |                                    | Fantasy World Cup                       | önmaga             | 1 epizód                                                                                            |
| 1998      |                                    | Space Ghost Coast to Coast              | önmaga             | 1 epizód                                                                                            |
| 2001–2002 |                                    | The Rosie O'Donnell Show                | önmaga             | 2 epizód                                                                                            |
| 2001–2002 | A meló                             | The Job                                 | Mike McNeil        | - főszereplő - forgatókönyvíró és producer - magyar hangja Csík Csaba Krisztián                     |
| 2002      |                                    | Contest Searchlight                     | önmaga             | 4 epizód                                                                                            |
| 2002      |                                    | Crank Yankers                           | Joe Smith (hangja) | 1 epizód                                                                                            |
| 2004–2011 | Ments meg!                         | Rescue Me                               | Tommy Gavin        | - főszereplő (93 epizód) - megalkotó, forgatókönyvíró és producer - magyar hangja Haás Vander Péter |
| 2006–2014 |                                    | The Late Late Show with Craig Ferguson  | önmaga             | 12 epizód                                                                                           |
| 2008      | A Simpson család                   | The Simpsons                            | önmaga (hangja)    | 1 epizód                                                                                            |
| 2008      | Újraszámlálás                      | Recount                                 | Michael Whouley    | tévéfilm magyar hangja Fazekas István                                                               |
| 2011      | Jégkorszak – Állati nagy karácsony | Ice Age: A Mammoth Christmas            | Diego (hangja)     | különkiadás magyar hangja Berzsenyi Zoltán                                                          |
| 2013–2016 |                                    | Maron                                   | önmaga             | 1 epizód vezető producer (50 epizód)                                                                |
| 2015      |                                    | Benders                                 | nem szerepel       | producer                                                                                            |
| 2015–2016 |                                    | Sex & Drugs & Rock & Roll               | Johnny Rock        | főszereplő (20 epizód) megalkotó, rendező, forgatókönyvíró, producer                                |
| 2016      |                                    | The Late Late Show with James Corden    | Bill Clinton       | |
| 2016      | Jégkorszak – Húsvéti küldetés      | Ice Age: The Great Egg-Scapade          | Diego (hangja)     | különkiadás magyar hangja Berzsenyi Zoltán                                                          |
| 2018–2022 | Animal Kingdom                     | Animal Kingdom                          | Billy              | visszatérő szereplő (3. évad) vendégszereplő (4. és 6. évad)                                        |
| 2019      | Family Guy                         | Family Guy                              | boltos (hangja)    | 1 epizód                                                                                            |
| 2019–2021 |                                    | The Moodys                              | Sean Moody Sr.     | főszereplő (14 epizód)                                                                              |
| 2022      |                                    | Law & Order: Organized Crime            | Frank Donnelly     | visszatérő szereplő (9 epizód)                                                                      |

### Videójátékok
| Év   | Cím                                       | Szerep | Megjegyzés  |
| ---- | ----------------------------------------- | ------ | ----------- |
| 2006 | Ice Age 2: The Meltdown                   | Diego  |             |
| 2012 | Ice Age: Continental Drift – Arctic Games | Diego  |             |
| 2013 | Ice Age Village                           | Diego  | Mobil játék |
| 2015 | Ice Age Avalanche                         | Diego  | Mobil játék |

## Diszkográfia
- 1993: No Cure for Cancer
- 1993: "Asshole"
- 1997: Lock 'n Load
- 2004: Merry F#%$in' Christmas
- 2009: "At the Rehab"[21]
- 2011: "Douchebag"[22]
- 2012: "Kiss My Ass"[23]

## Fordítás
- Ez a szócikk részben vagy egészben  a   Denis Leary című angol Wikipédia-szócikk fordításán alapul.  Az eredeti cikk szerkesztőit annak laptörténete sorolja fel. Ez a jelzés csupán a megfogalmazás eredetét és a szerzői jogokat jelzi, nem szolgál a cikkben szereplő információk forrásmegjelöléseként.